# Xenia lepida
Xenia lepida är en korallart som beskrevs av Verseveldt 1971. Xenia lepida ingår i släktet Xenia och familjen Xeniidae. Inga underarter finns listade i Catalogue of Life.